# Svenska Karosseriverkstäderna AB

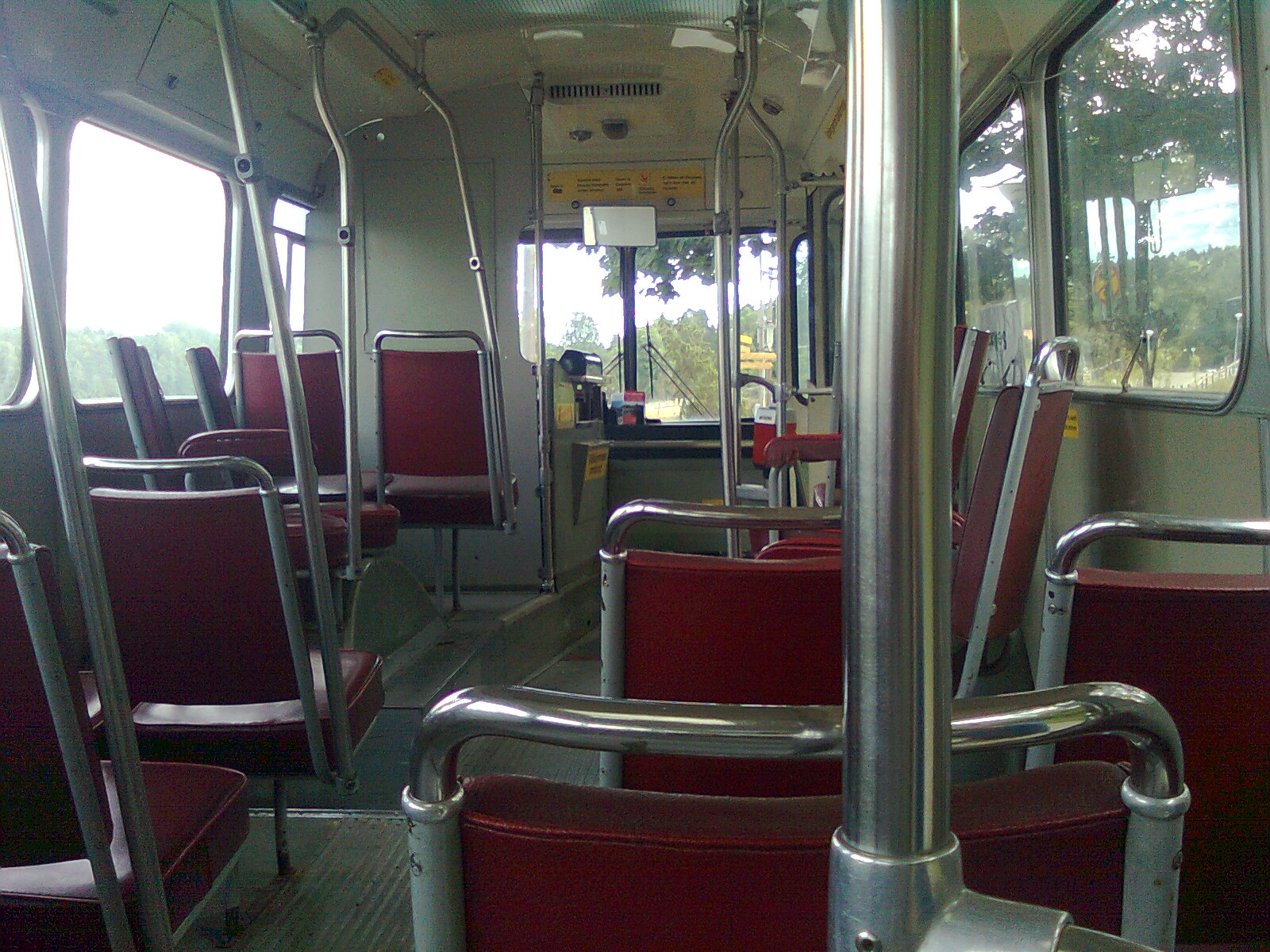
Interiör i en Scania-Vabis CR76 från 1967

Svenska Karosseriverkstäderna AB (SKV) var en tidigare karossbyggare i Katrineholm.
Företaget grundades 1918 som AB Katrineholms Motorvagnsfabrik. År 1927 bildades Svenska Karosseriverkstäderna AB och övertog verksamheten. Företaget tillverkade även korgar till spårvagnar, som Malmö stads spårvägars motorvagn typ H. Svenska Karosseriverkstäderna köptes 1947 av AB Svenska Järnvägsverkstäderna. Samma år hade företaget 200 anställda.
Fabriken byggde också 1958–1969 campingvagn "Alfredo", som konstruerades av bolagets disponent Alfred Jönsson. Den var en enaxlad släpvagn med en monterbar tältkonstruktion med liggplatser på vagnflaket och på tältets golv.
År 1967 köptes Svenska Karosseriverkstäderna, som då var den största karosseribyggaren för bussar i Sverige, av Scania-Vabis och omdöptes till Scania-Bussar AB i Katrineholm, och senare omkring 2000 till Omni Katrineholm AB. Åren 1967–1968 flyttade Scania-Vabis/Saab-Scania all sin tillverkning av helbyggda bussar från huvudfabriken i Södertälje till Katrineholm, och 1969 också sin montering av busschassier. 
Serietillverkningen av bussar i Katrineholm lades ned 2004 i samband med att Scanias byggde upp karosstillverkningen i Słupsk i Polen, numera Scania Production Słupsk  S.A., till att bli nytt centrum för företagets europeiska busskarossbyggeri. Det polska dotterföretaget etablerades 1992, började tillverka Scaniabussar 1994 och bygger sedan 2004 enbart karosser till bussar.

## Bildgalleri

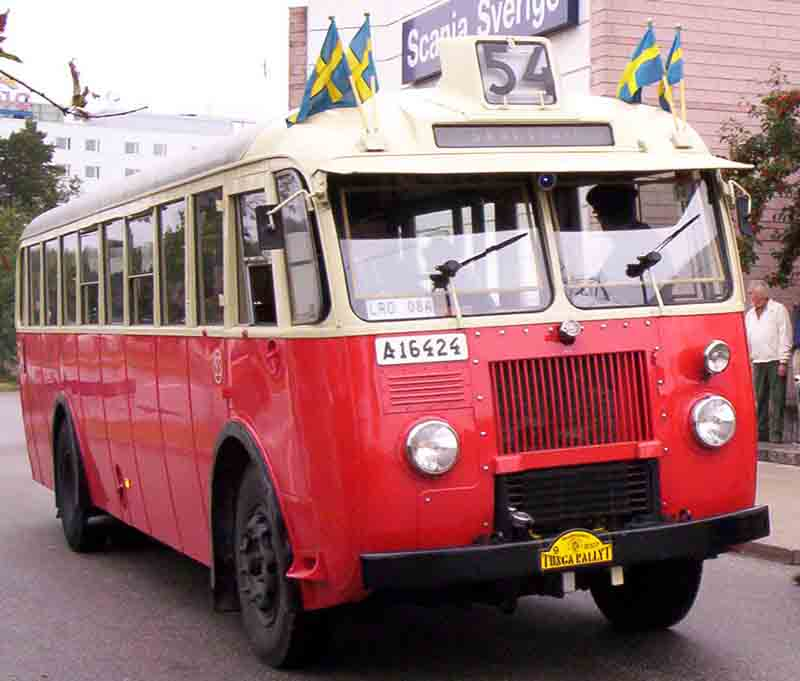
Buss på Scania-Vabis-chassi 8423, levererad 1939 till Stockholms Spårvägar
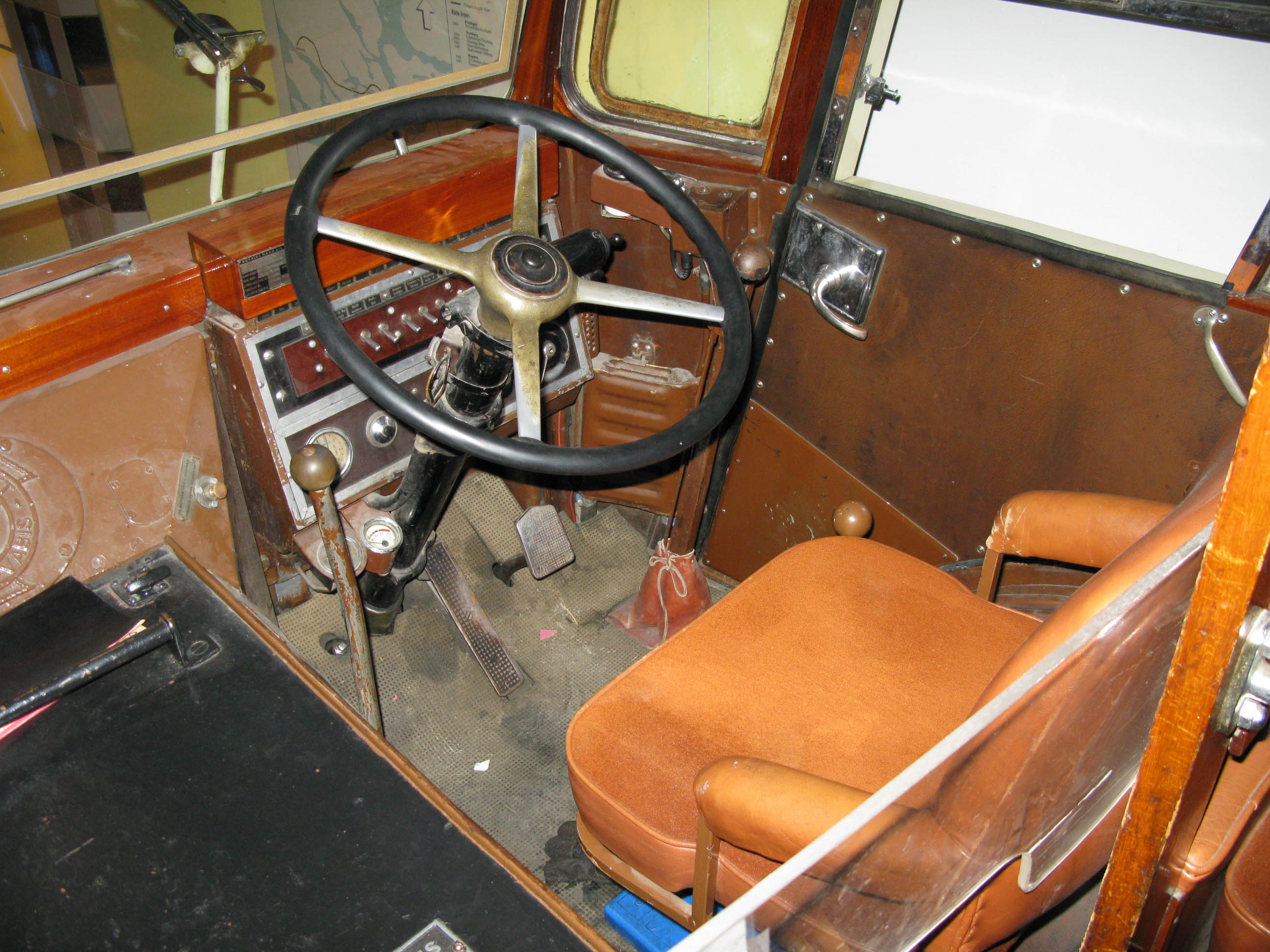
Förarplats
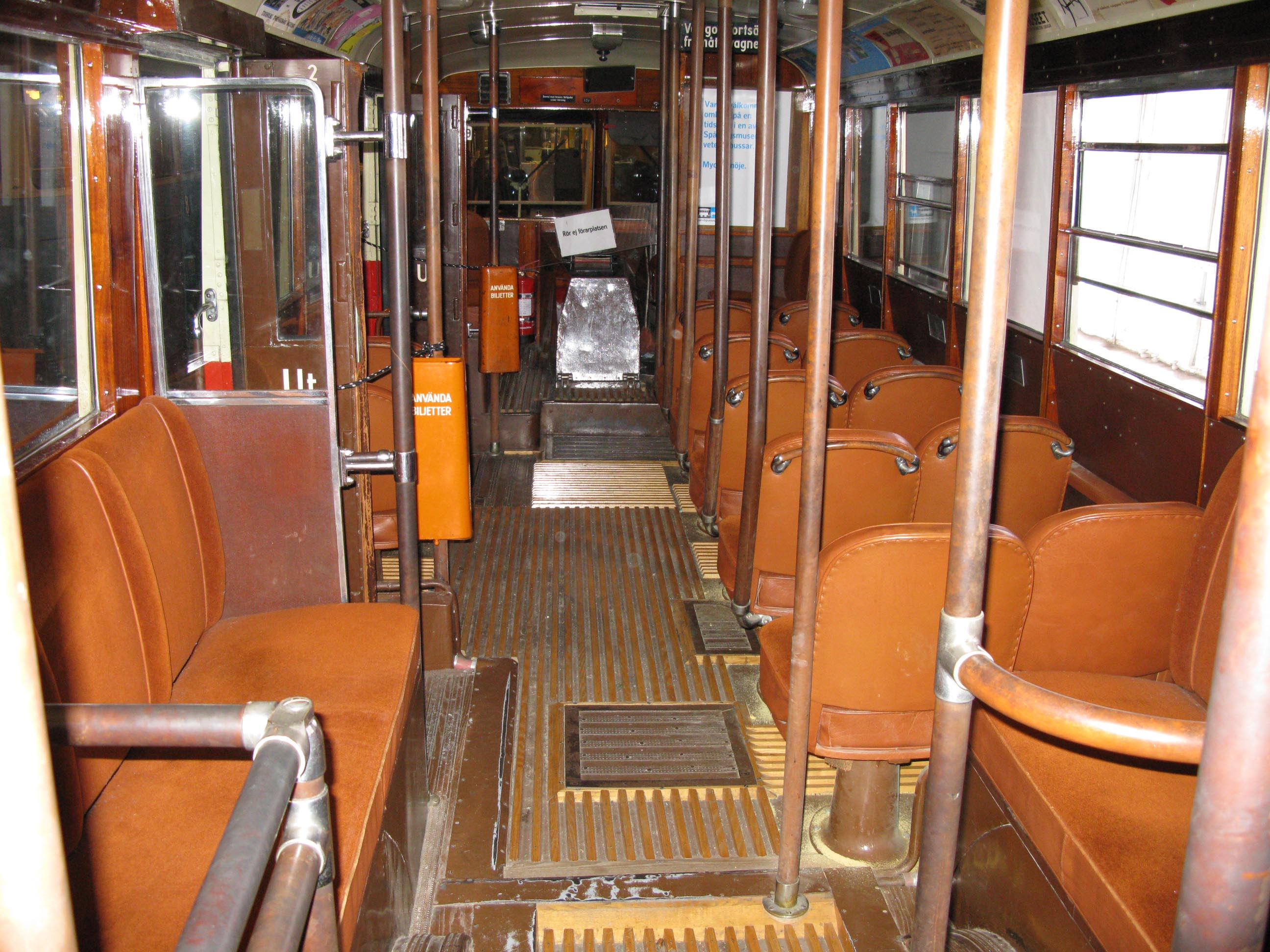
Interiör
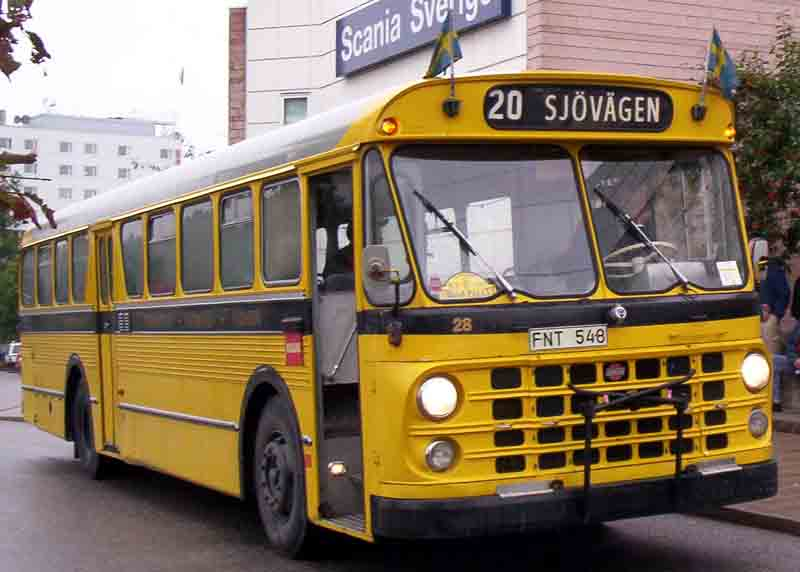
Buss på Scania-Vabis-chassi BF7659, levererad 1965 till Busstrafiken Stockholm-Björknäs-Värmdö
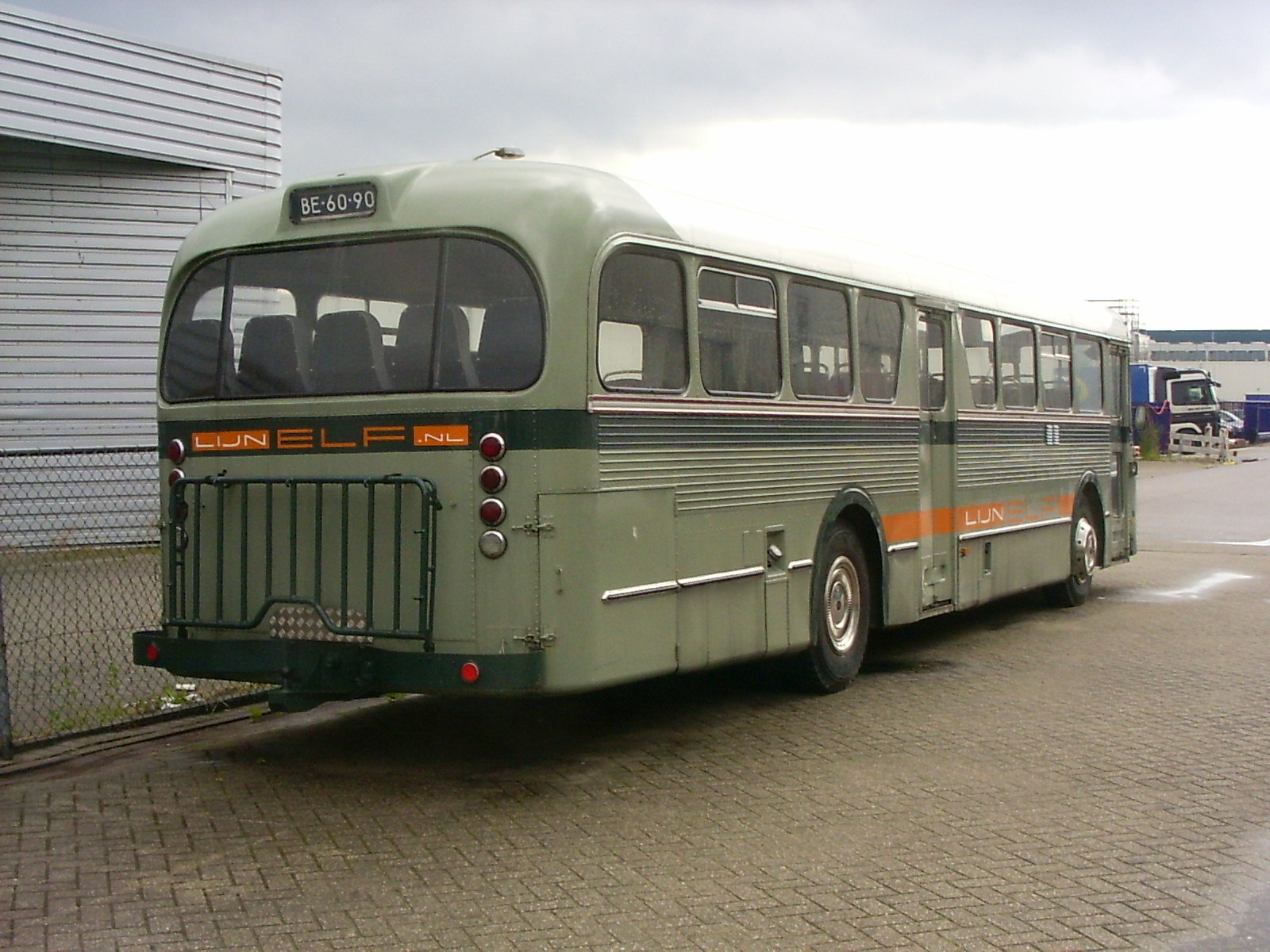
Buss på Scania-Vabis-chassi BF765914, byggd 1966
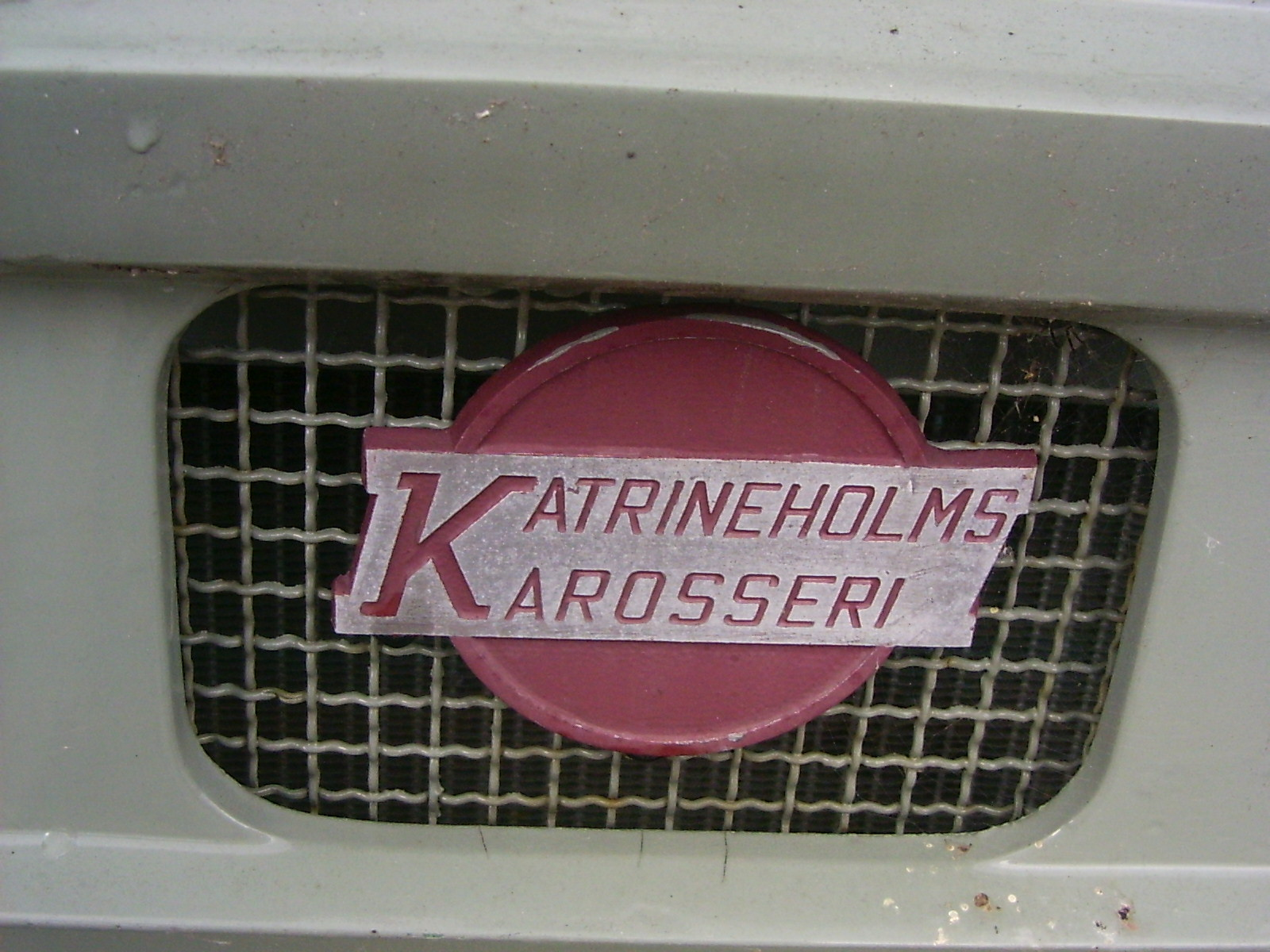
Tillverkarmärke från 1966
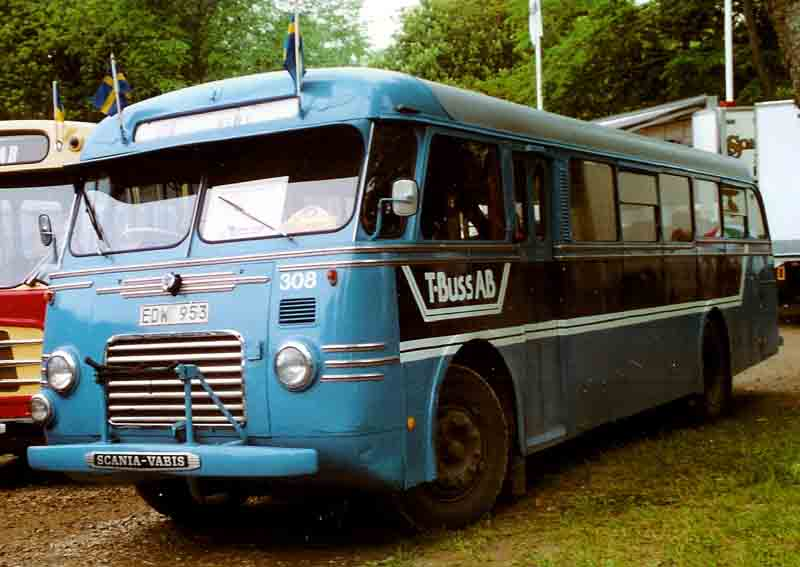
Buss på Scania-Vabis-chassi B62, levererad 1953 till Södra Närkes Buss AB i Örebro